# Ping de la mort

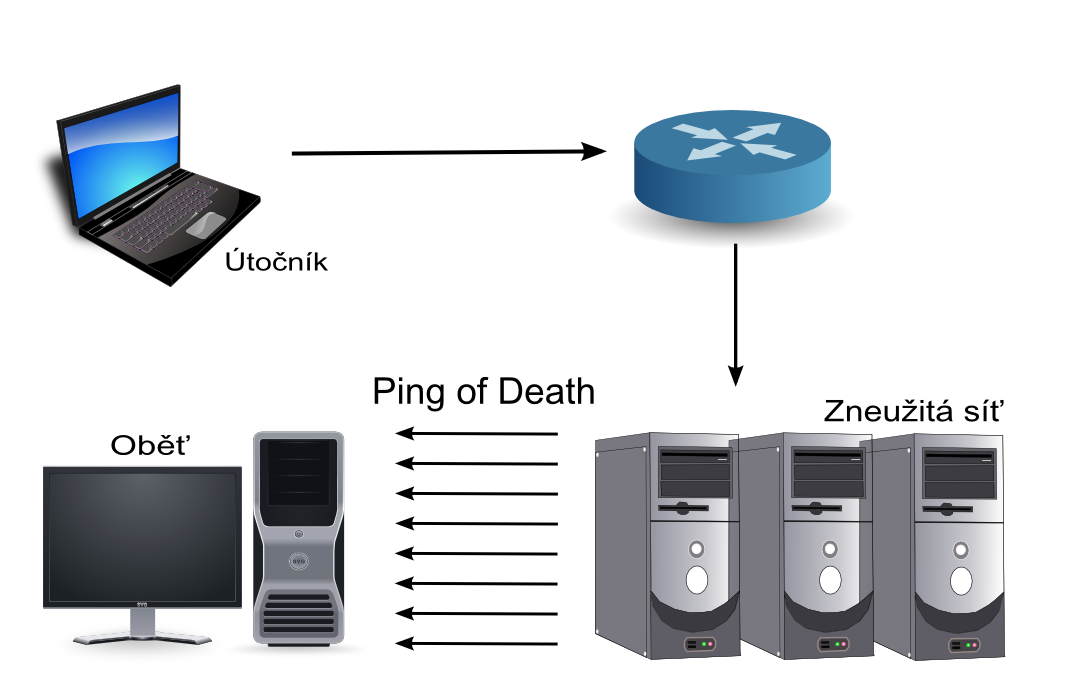
Schéma d'une attaque PoD

Le ping de la mort (en anglais ping of death ou PoD) est une attaque historique de type déni de service réalisé par l'envoi de paquet ping malformé. Un ping a normalement une taille de 56 octets (soit 64 octets avec l'entête ICMP ou 84 octets avec l'en-tête IP et ICMP), or certains systèmes n'étaient pas en mesure de traiter correctement les paquets plus gros que la taille maximale (65 535 octets) pouvant provoquer un crash de la machine cible.
Cette faille a été exploitable sur différents systèmes d'exploitation, comme UNIX, Linux, Mac OS ou encore Microsoft Windows, jusque dans les années 1997-1998.